# Maj-Britt Nilsson
Maj-Britt Nilsson (Stockholm, 1924. december 11. – Cannes, 2006. december 19.) svéd színésznő. 
Legnagyobb sikereit a '40-es és '50-es években érte el.

## Élete és pályafutása
1924. december 11-én született Stockholmban. Színészetet a Királyi Drámai Színházban tanult. Filmes pályafutása során három korai Ingmar Bergman produkcióban kapott főszerepet: A boldogság felé (1950), Nyári közjáték (1951) és Várakozó asszonyok (1952). Szerepelt az amerikai rendező John Cromwell 1961-es Svédországban forgatott angol nyelvű A Matter of Morals című drámájában is. Karrierje során közel 30 filmben volt látható.
2006. december 19-én, 82 évesen hunyt el Cannes-ban.

## Fordítás
- Ez a szócikk részben vagy egészben  a   Maj-Britt_Nilsson című angol Wikipédia-szócikk fordításán alapul.  Az eredeti cikk szerkesztőit annak laptörténete sorolja fel. Ez a jelzés csupán a megfogalmazás eredetét és a szerzői jogokat jelzi, nem szolgál a cikkben szereplő információk forrásmegjelöléseként.